# Tekla Bądarzewska-Baranowska

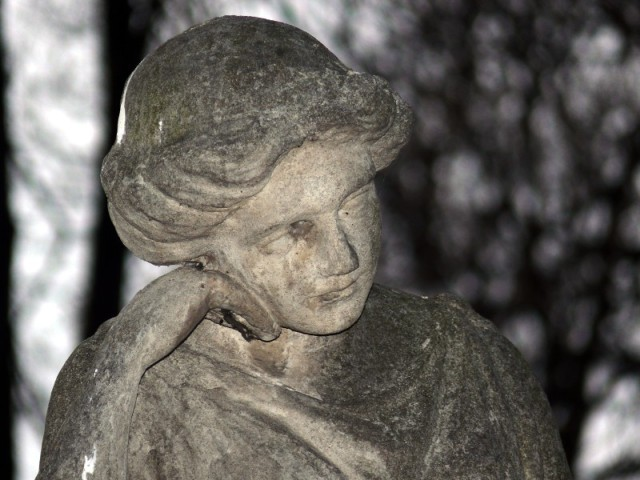
Żałobnica z grobu Tekli Bądarzewskiej

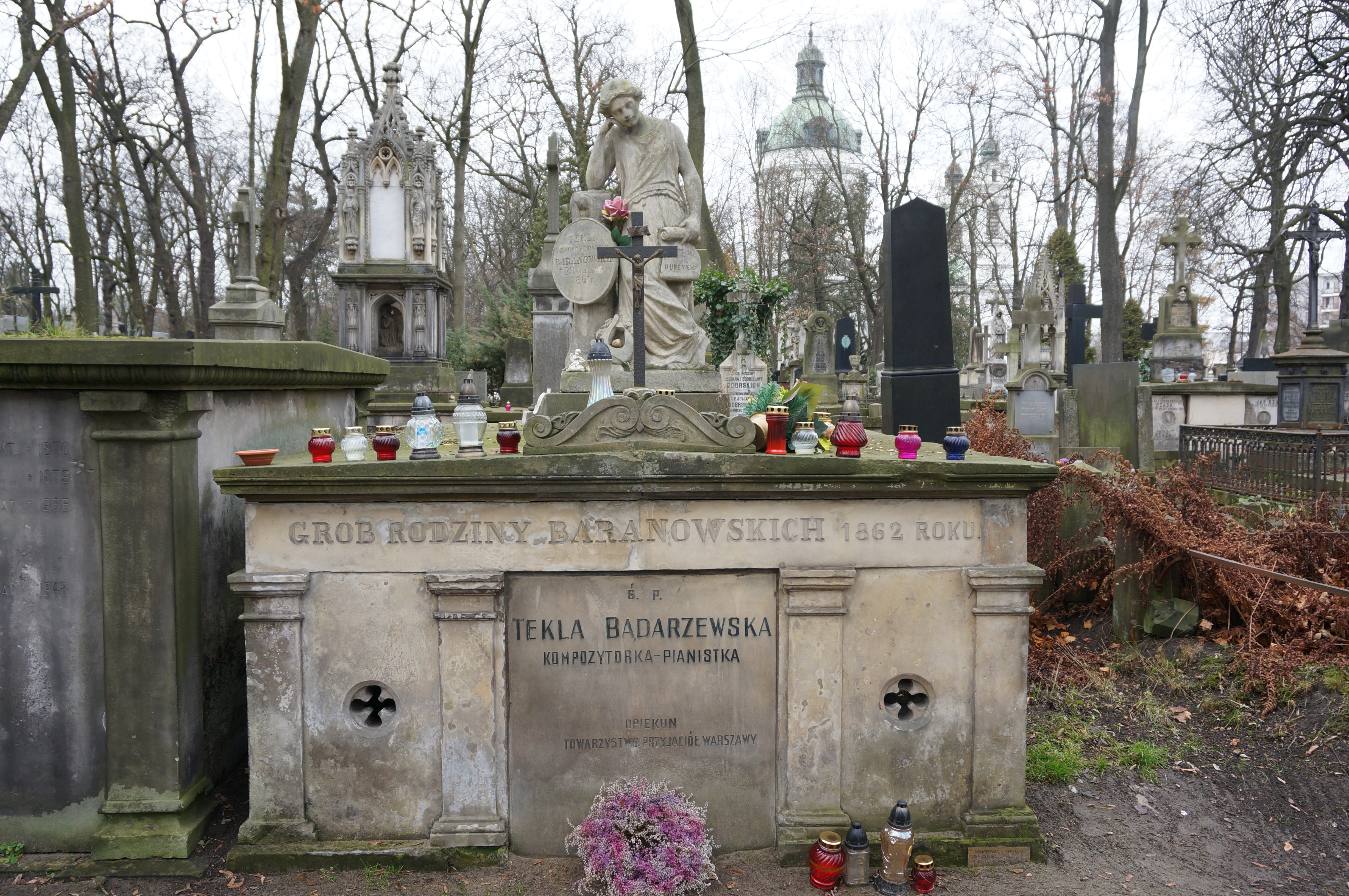
Grób Tekli Bądarzewskiej-Baranowskiej na cmentarzu Powązkowskim

Tekla Bądarzewska-Baranowska (ur. 17 września 1823 w Warszawie lub w Mławie, zm. 29 września 1861 w Warszawie) – polska pianistka, kompozytorka salonowych utworów na fortepian, w tym Modlitwy dziewicy.

## Życie i twórczość
Tekla Bądarzewska była córką Andrzeja Bądarzewskiego, komisarza policji, burmistrza Pułtuska, i Tekli Chrzanowskiej. Za jej narodzinami w Warszawie przemawia fakt odnalezienia metryki chrztu, sporządzonej w kościele Matki Bożej Loretańskiej na Pradze. Rodzina od 1827 mieszkała w Warszawie. Pianistka wyszła za mąż za Jana Baranowskiego 16 maja 1852 albo nieznacznie później. Była matką trojga lub pięciorga dzieci.
Skomponowała prawdopodobnie jedynie cztery utwory, choć przypisuje się jej ok. 35 miniatur. Szczególną sławę zyskała utworem Modlitwa dziewicy. Kompozycja ukazała się drukiem w kwietniu 1851 w Warszawie, i już do jesieni 1856 druk wznowiono ośmiokrotnie. Modlitwa dziewicy została wydana w Berlinie i w Poznaniu w 1855, a 26 września 1858 została przedrukowana jako dodatek nutowy do  paryskiego czasopisma „Revue et Gazette musicale de Paris”. Od tego momentu utwór cieszy się ogromną popularnością wśród pianistów-amatorów.

## Interpretacje
Utwór Modlitwa dziewicy wykonywany i nagrywany jest do dzisiaj. Ukazał się w co najmniej 80 wydawnictwach w różnych krajach, m.in. we Francji, Niemczech, Wielkiej Brytanii, Włoszech, Stanach Zjednoczonych, Australii.
W 1930 Kurt Weill wykorzystał kompozycję w operze Rozkwit i upadek miasta Mahagonny. W 1993 w Korei Północnej ukazała się kaseta VHS z występem zespołu elektronicznego Pochonbo, na której została przedstawiona Modlitwa dziewicy w elektronicznej aranżacji. Modlitwa dziewicy była pierwszym polskim utworem, jaki nagrano w Skandynawii.
W 2007 w Japonii nagrano pierwszy w historii album z kompozycjami Tekli Bądarzewskiej Spełniona Modlitwa Dziewicy. 
W 2012 dzięki staraniom Towarzystwa Przyjaciół Warszawy nagrano pierwszą polską płytę z muzyką Bądarzewskiej Zapomniany dźwięk w wykonaniu Marii Pomianowskiej i Przyjaciół, wydano także książkę Beaty Michalec Tekla z Bądarzewskich Baranowska, autorka nieśmiertelnej La prière d’une vierge – Miejsca, czas i ludzie.

## Upamiętnienia
- Jeden z kraterów na Wenus został nazwany Bądarzewska dla upamiętnienia Tekli Bądarzewskiej-Baranowskiej decyzją Międzynarodowej Unii Astronomicznej.
- Skwer na Muranowie (Warszawa) został nazwany imieniem Tekli Bądarzewskiej w 2010 roku. Znajduje się on przy ul. Andersa 13[13].
- W Mławie, w rodzinnym mieście Tekli Bądarzewskiej, 30 maja 2012 powstało Towarzystwo Miłośników Twórczości Tekli Bądarzewskiej[14], które postawiło sobie za cel promowanie i przypominanie twórczości tej artystki.
- Grobowiec Tekli Bądarzewskiej-Baranowskiej z figurą kobiety trzymającej rulon nut zatytułowanych po francusku La prière d’une vierge (Modlitwa dziewicy) znajduje się na cmentarzu Powązkowskim (kwatera 181, rząd 1, miejsce 27/28)[15][16].

## Błędy w przekazach

### Data urodzin
W audycji-reportażu Powrót zapomnianej Katarzyny Michalak z Polskiego Radia Lublin, Beata Michalec, sekretarz Towarzystwa Przyjaciół Warszawy, twierdzi, że kompozytorka zmarła w wieku 32 lat i miała trójkę dzieci – trzy córki, dwoje zaś to dzieci jej siostry, tym samym neguje treść nekrologu zamieszczonego przez męża.

### O twórczości
W Encyklopedii Orgelbranda z 1898 roku cały wpis biograficzny o kompozytorce brzmi: „Bądarzewska Tekla, zamężna Baranowska, *1834, † 1861, słaba bardzo kompozytorka muzyczna, której ckliwa La priere d’une vierge zyskała ogromną popularność w całym świecie. Inne jej utwory nie miały już żadnego powodzenia”.